# Oranierfürsten (Berlin)

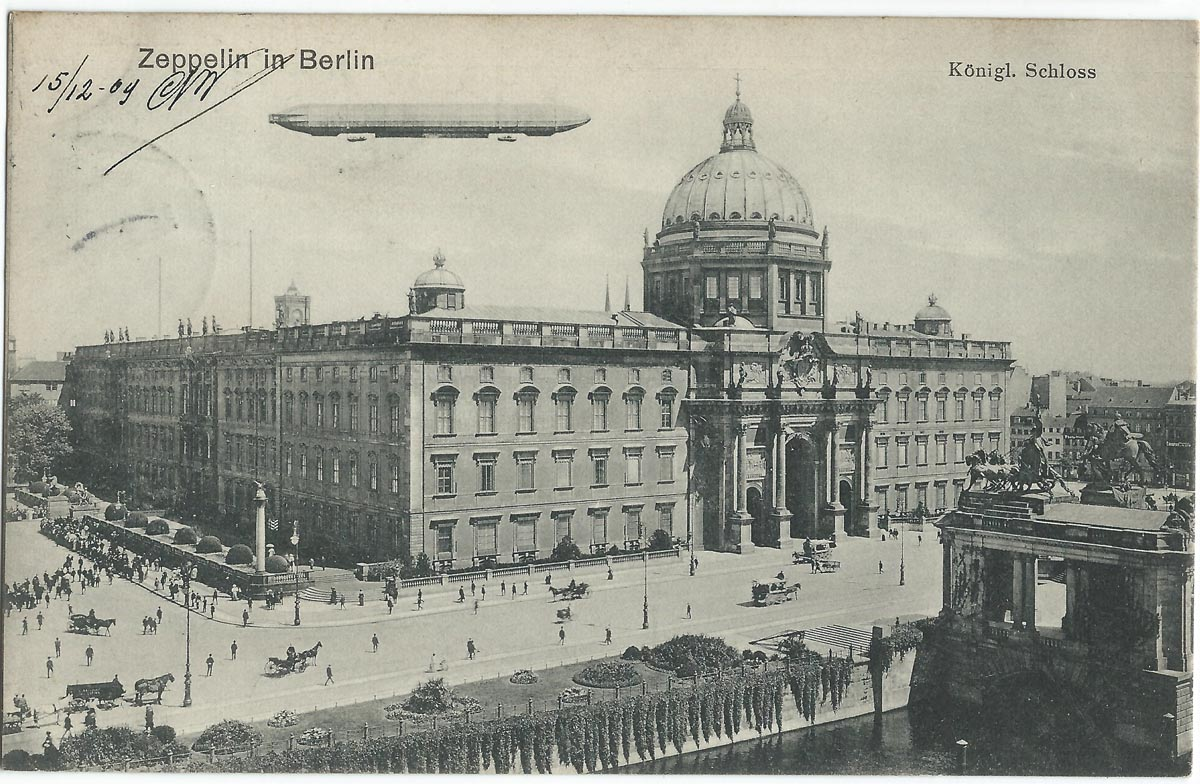
Berliner Schloss und Lustgartenterrasse um 1900

Die Oranierfürsten waren fünf Bronzeplastiken, die sich von 1907 bis 1950 auf der Lustgartenterrasse des Berliner Schlosses befanden, wo sie an die enge Verbindung zwischen den Häusern Hohenzollern und Oranien erinnerten. Von den ursprünglich fünf Oranierfürsten wurden vier nach dem Krieg von dem SED-Regime eingeschmolzen; nur eine Bronzeplastik blieb erhalten. Zeitgenössische Abgüsse befinden sind heute an drei verschiedenen Standorten in Europa, in Apeldoorn, London und Wiesbaden.

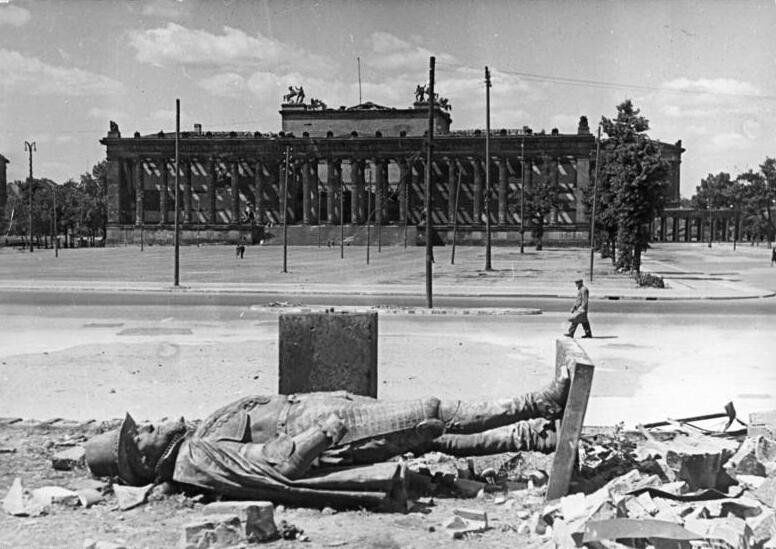
Gestürzter Oranierfürst Moritz 1950, im Hintergrund das zerstörte Alte Museum

## Geschichte und Beschreibung
Vor der Nordfassade des Berliner Schlosses wurde 1846 die Lustgartenterrasse fertiggestellt. Sie bestand aus einem größeren Westteil mit der Adlersäule und einem kleineren Ostteil mit den Rossebändigern. Auf der Terrassenbalustrade wurden 1907 von links nach rechts die Oranierfürsten Wilhelm I., Moritz, Friedrich Heinrich, Wilhelm II. und Wilhelm III. aufgestellt. Sie erinnerten an die enge Verbindung zwischen den Häusern Hohenzollern und Oranien. Die rund 2,50 Meter hohen Bronzeplastiken wurden jeweils von den Bildhauern Walter Schott, Martin Wolff, Adolf Brütt, Wilhelm Haverkamp und Heinrich Baucke geschaffen.
Von den ursprünglich fünf Oranierfürsten ist heute nur noch das Denkmal des Prinzen Moritz als Original erhalten. Es wurde nach dem Zweiten Weltkrieg vom Sockel gestürzt und beschädigt, so fehlt beispielsweise die rechte Hand und einige Finger an der linken Hand. Es war lange verschollen und tauchte nach der deutschen Wiedervereinigung wieder in Berlin-Buch auf. Anschließend wurde es in einem Depot der Stiftung Preußische Schlösser und Gärten (SPSG) in Potsdam eingelagert. Bis 2016 konnte die Plastik mit Unterstützung der Niederländischen Botschaft in Berlin, der SPSG und der Spenden zahlreicher Niederländerinnen und Niederländer restauriert werden. Das Denkmal wurde dabei von Schmutz und Graffiti gesäubert, allerdings wurden die fehlende Teile nicht ergänzt. Ab dem 11. Juni 2016 stand das Standbild vor der inzwischen abgebauten Humboldt-Box. Nach Fertigstellung des Humboldt Forums wurde das Denkmal in der Schlossbauhütte in Spandau zwischengelagert und dann 2024 in das Zentrale Kunstgutdepot der SPSG in Potsdam überführt und im daneben neuerrichteten Zentralen Skulpturendepot eingelagert.

## Kopien
Ein Abguss von Wilhelm I. befindet sich vor der Marktkirche in Wiesbaden. Ein Reproduktion von Friedrich Heinrich steht heute im Schlosspark Het Loo in Apeldoorn. Es war ein Geschenk von Kaiser Wilhelm II. an Wilhelmina, Königin der Niederlande. Das Standbild von König Wilhelm III., der als William III. auch König von England war, ist als Kopie in London erhalten. Es war ein Geschenk Wilhelms II. an seinen Onkel Eduard VII., der das Standbild vor dem Kensington-Palast aufstellte.

## Standortdiskussion
Im Zusammenhang mit dem Wiederaufbau des Berliner Schlosses als Humboldt-Forum wird über eine Rückkehr der Oranierfürsten an ihre ursprünglichen Standorte diskutiert. Der Chef des Fördervereins Berliner Schloss Wilhelm von Boddien und die CDU Berlin setzen sich für eine Rückkehr der Denkmäler ins Schlossumfeld ein. In einer repräsentativen Umfrage von Infratest dimap aus dem Jahr 2017 wünschten sich 65 % der Berlinerinnen und Berliner die Wiederherstellung des historischen Schlossumfelds, während sich 20 % für eine moderne Gestaltung ohne die historischen Denkmäler aussprachen.

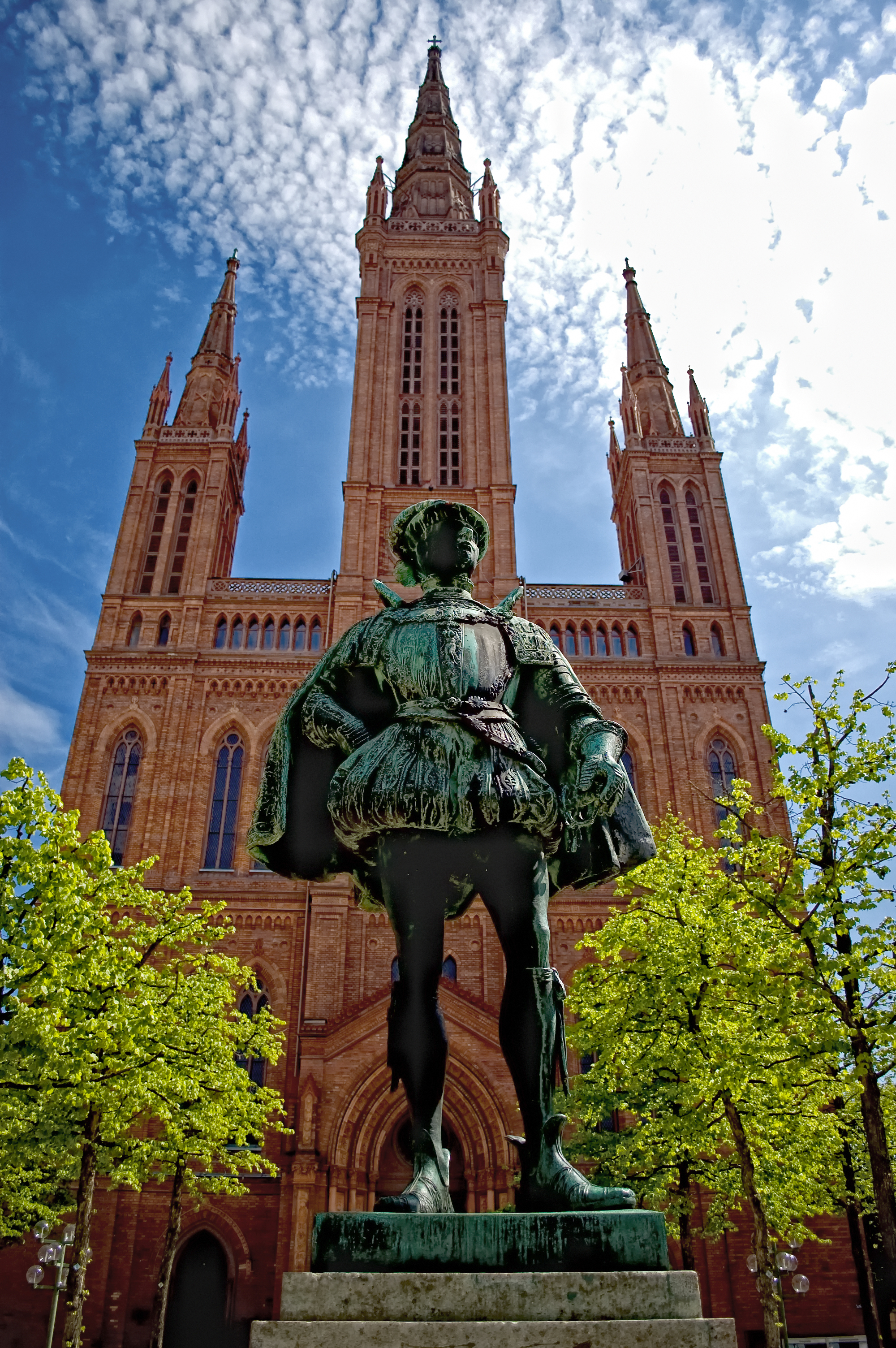
Wilhelm I. vor der Marktkirche in Wiesbaden
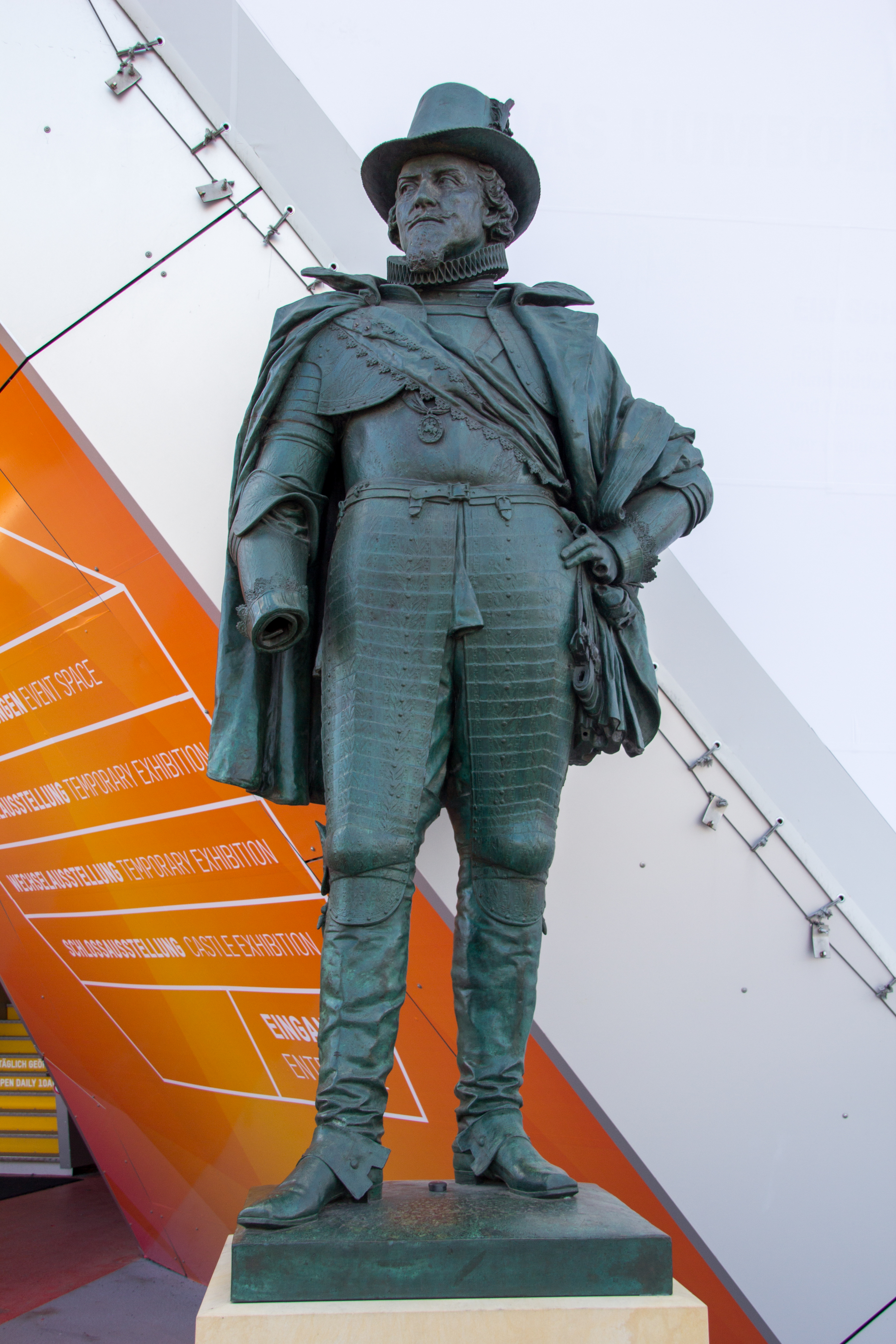
Moritz vor der Humboldt-Box
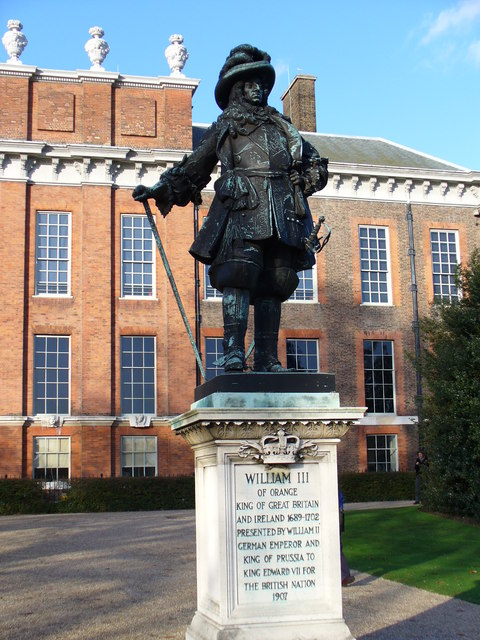
Wilhelm III. vor dem Kensington-Palast in London

## Coligny-Standbild
Neben den Oranierfürsten befand sich das Standbild des Grafen Gaspard II. de Coligny, das von Emil Graf von Görtz geschaffen und 1905 vor dem Apothekenflügel des Schlosses aufgestellt wurde. Die Gedenktafel ehrte Coligny als Anführer der Hugenotten und eines der ersten Mordopfer der Bartholomäusnacht von 1572. Weiterhin verwies die Tafel auf Colignys Urenkelin Louise Henriette von Oranien, die erste Ehefrau des Großen Kurfürsten Friedrich Wilhelm. Der Verbleib der rund 2,20 Meter hohen Bronzeplastik ist unbekannt.

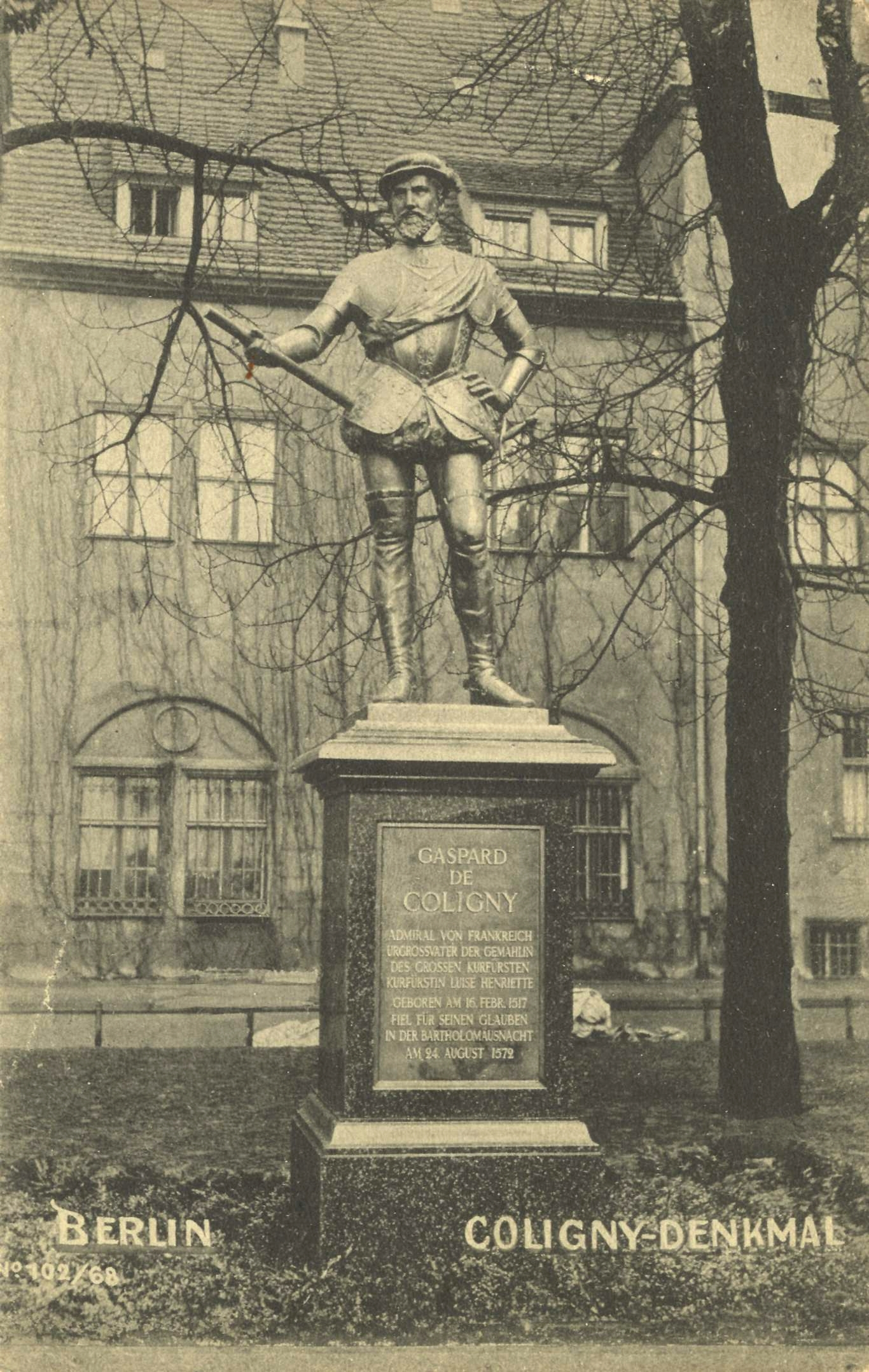
Coligny vor dem Apothekenflügel